# Westboro (Missouri)
Westboro è una città degli Stati Uniti d'America, nella Contea di Atchison, nello Stato del Missouri.

## Geografia fisica
Secondo lo United States Census Bureau, la città ha una superficie totale di 0,65 km².

## Storia
Westboro è stata fondata nel 1881. Il nome Westboro è stato scelto dai funzionari delle ferrovie. Un ufficio postale è operativo a Westboro dal 1881. Il distretto scolastico di Westboro R-IV ha servito i bambini di Westboro dal 1882 al 1995. La scuola superiore di Westboro è stata chiusa nel 1967 e il distretto ha iniziato a inviare studenti delle scuole superiori a Tarkio. Il distretto ha mantenuto un programma K-6 fino al 1995, quando il distretto si è consolidato con Tarkio.